# Рогальський Ярослав Олександрович
Яросла́в Олекса́ндрович Рога́льський (нар. 12 листопада 2005, Херсон) — український співак, актор і музикант, півфіналіст п'ятого сезону телепроєкту «Голос. Діти», учасник телепроєкту «Співають всі», переможець «Чорноморських ігор» 2017 року.

## Біографія
Ярослав народився 12 листопада 2005 року, на сцену вперше вийшов у віці п'яти років. З відзнакою закінчив музичну школу за класом естрадно-джазового вокалу. Лауреат і переможець значної кількості міжнародних і всеукраїнських вокальних конкурсів. Є суперфіналістом і переможцем «Чорноморських ігор — 2017». У 2017 році озвучив головного героя мультфільму «Коко» — Миґеля. Як переможець фестивалю «Соловейко України» і володар Кубка Леоніда Кучми, представляв Україну на фестивалях у Грузії, Хорватії, Словенії, Румунії. З 2018 року є актором Київського муніципального академічного театру опери та балету для дітей та юнацтва. У 2019 році взяв участь у Національному відборі Дитячого Євробачення 2019 з піснею «NOW». У 2019 році виступив у Палаці спорту на «EMOTIONS KIDS DISCO PARTY», у рамках якої було встановлено рекорд України «Наймасштабніша дитяча дискотека», внесений до Книги рекордів України. Фіналіст і бронзовий призер конкурсу Yuna Junior 2020 від української щорічної національної професійної музичної премії YUNA.

### Голос. Діти
В 2019 році (у 13 років) взяв участь у п'ятому сезоні української версії телешоу «Голос. Діти». Він виконав українську народну пісню «Чорні черешні» і виборов одне з двох останніх місць, потрапивши до команди співака Дзідзьо. На етапі вокальних батлів разом з Максимом Устянським і Богданом Петровським виконав пісню Монатика — Love It ритм. У півфіналі проєкту виконав хіт Тіми Білоруських — Мокрые кроссы.

### Співають всі[11][12][13]
В 2021 році (у 15 років) взяв участь у першому сезоні музичного талант-шоу «Співають всі» — української адаптації формату All Together Now. У третьому випуску виконав пісню Jony "Ты беспощадна" і набрав 95 балів зі 100 можливих. На етапі батлів  виконав пісню Монатика "Кружит" і з результатом 42 бали не пройшов у фінал.

### Чорноморські ігри
З 4 по 6 серпня 2017 року брав участь у фестивалі «Чорноморські ігри» у місті Скадовську. Став переможцем у категорії «Вокалісти 6-11 років» з піснею «Подоляночка». У 2018 році взяв участь у фестивалі як гість - переможець попереднього року, вийшовши на сцену у день фіналу разом з Мішель Андраде, Kishe, Артемом Пивоваровим і гуртом «Время и Стекло». У 2021 році в статусі запрошеного артиста виступав з авторським матеріалом в день відкриття разом з Олександром Пономарьовим, Анною Трінчер, СолоХою, гуртом «Без Обмежень», DOROFEEVA та MONATIK.

### Коко
У 2017 році озвучив головного персонажа американського комп’ютерного анімаційного фантастичного фільму виробництва Pixar Animation Studios «Коко».

## Дискографія
Сингли:
- 2019 — NOW
- 2020 — Осколки
- 2020 — Так хочу
- 2020 — Поклянись (feat Ева Аш)
- 2020 — ЯЛТД
- 2020 — Гёрлфренд
- 2021 — Маленькая девочка
- 2021 — Кохаю
- 2021 — 5 хвилин
- 2021 — Забыть
- 2022 — Ми переможемо
- 2024 — Ялта

## Фільмографія
- 2017: «Коко» — Міґель (дубляж)
- 2019: «Тільки диво» — Льюїс (дубляж)

## Нагороди і відзнаки
- 2020: нагорода у номінації «Майбутня зірка» від музичного видавництва Best Music[16]

## Галерея

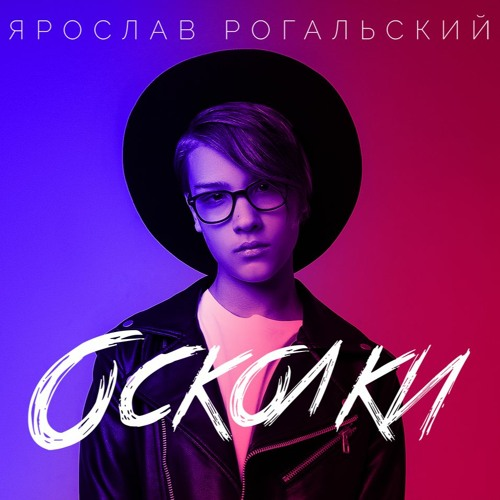
Осколки
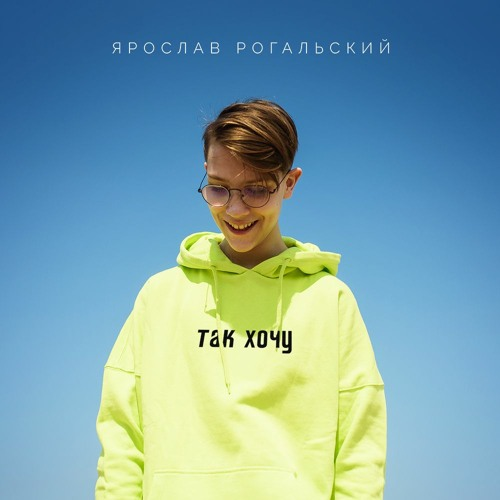
Так хочу
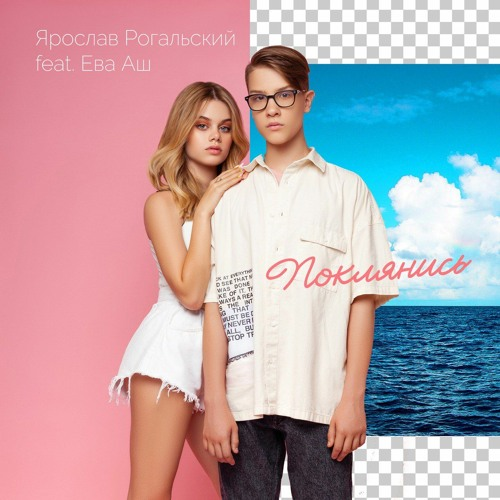
Поклянись (feat Ева Аш)
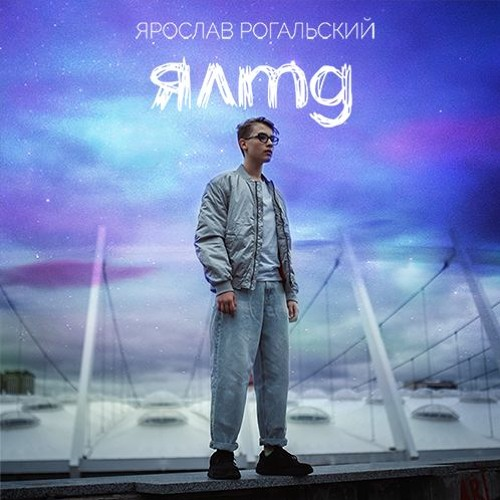
ЯЛТД
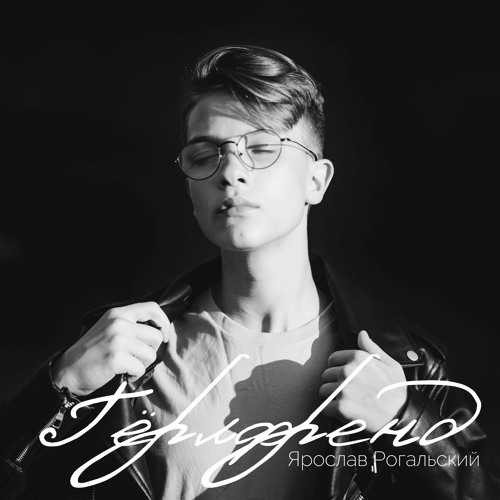
Гёрлфренд
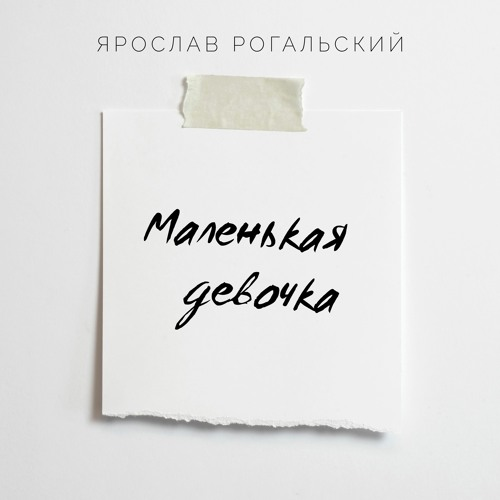
Маленькая девочка
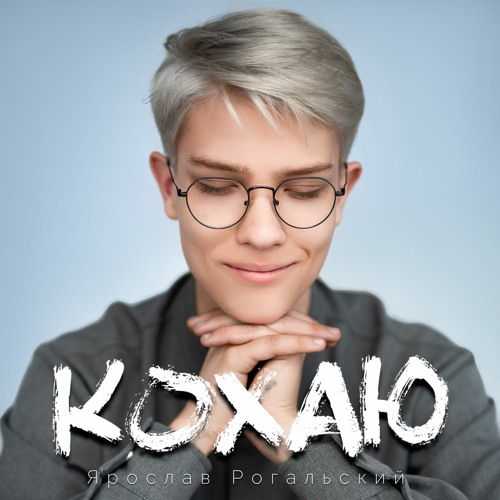
Кохаю
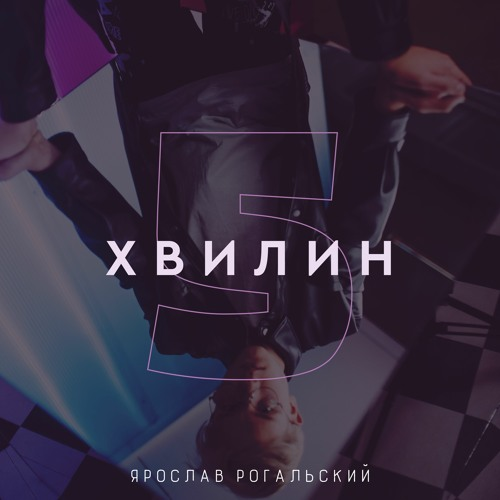
5 хвилин
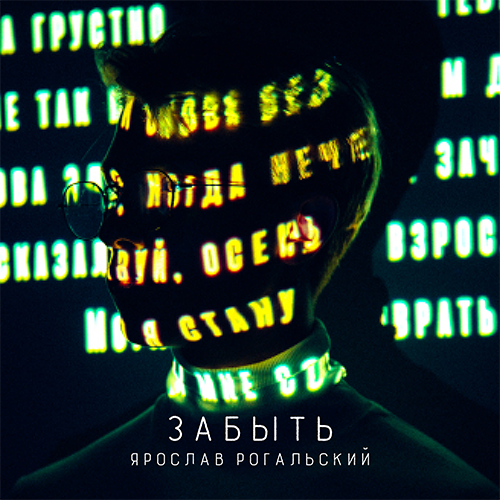
Забыть
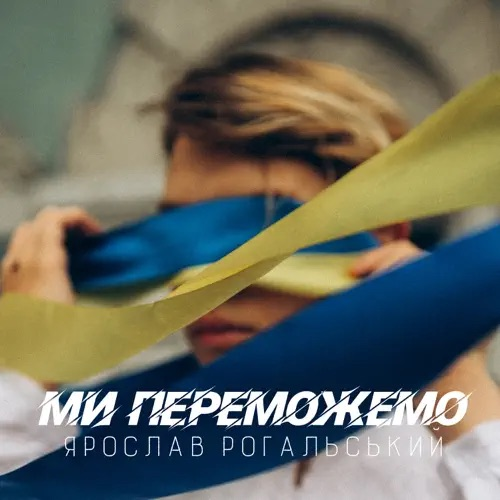
Ми переможемо